# Карманинское бекство
Карманинское бе́кство или Карманинский вилайет (узб. Karmana bekligi / Karmana viloyati)
— административная единица в составе Бухарского эмирата, на территории современного Узбекистана. Административным центром являлся Кермине.